# استفی سلما
استفی سلما (فرانسوی: Stéfi Celma‎؛ زادهٔ ۹ اکتبر ۱۹۸۶) هنرپیشه، خواننده اهل فرانسه است.
از فیلم‌ها و مجموعه‌های تلویزیونی که وی در آنها نقش داشته است می‌توان به جوخه و کارگزار مرا خبر کنید! و" گلوله گمشده ۱ و۲ "اشاره کرد.